# Липатов, Макарий Фёдорович
Макарий Фёдорович Липатов — советский военный деятель, генерал-майор (1940), кандидат военных наук (1950).

## Биография

### Начальная биография
Родился в деревне Хорамалы[уточнить]  Цивильского уезда Казанской губернии (ныне Цивильского района Чувашии). Окончил учительскую семинарию в городе Бирске.

### В Первую мировую и гражданскую войну
На военную службу призван в 1915 году. В 1916 году окончил Чистопольскую школу прапорщиков. Участник Первой мировой войны на Западном фронте. Подпоручик.
После демобилизации из царской армии работал учителем в селе Именево Цивильненского уезда.
В Красной Армии с 1919 года, воевал в годы Гражданской войны на Южном фронте, в должности командира роты, адъютанта штаба стрелкового полка.
В период между гражданской и великой отечественной войной служил в должности помощник начальника и начальник штаба стрелкового полка, помощник начальника сектора, 2-го отдела и 2-го отделения 1-го управления штаба РККА.
В 1932 году слушатель Военной академии им. М.В. Фрунзе, в 1937 Академии Генерального штаба.
С 1937 г. начальник 1-го отдела, с октября 1940 г. - заместитель начальника штаба - начальник оперативного отдела штаба Среднеазиатского военного округа.
В июне 1940 года присвоено звание генерал-майор.

### В Великую Отечественную войну
В начале Великой Отечественной Войны в прежней должности. Далее в должности начальника оперативного отдела 53-й армии участвовал в операции по вводу советских войск в Иран.
С января 1942 г. начальник штаба Среднеазиатского военного округа. В 1943 г. для изучения опыта войны был направлен на Калининский фронт. В сентябре 1943 г. осужден военным трибуналом условно на 3 года за слабую организацию контроля за хранением боеприпасов. Судимость была снята в июле 1944 г., после чего М.Ф. Липатов был назначен врид командующего войсками Среднеазиатского военного округа.

### В послевоенные годы
После войны с мая по июль 1945 г. М.Ф. Липатов начальник штаба Туркестанского военного округа, затем старший преподаватель кафедр тактики высших соединений и оперативного искусства Высшей военной академии им. К.Е. Ворошилова. 
Автор ряда научных работ.
С августа 1959 г. в отставке.
Умер в Москве в 1982 году, похоронен Хованском Северном кладбище.

## Общественные почести
В 2006 году в деревне Хорамалы Цивильского района на доме по адресу: улица Ивана Павлова, д. 31   была открыта мемориальная доска в честь 110 – летия генерал – майора Советской Армии Липатова Макария Федоровича.